# Mauregny-en-Haye
Mauregny-en-Haye település Franciaországban, Aisne megyében. Lakosainak száma 403 fő (2022. január 1.). Mauregny-en-Haye Coucy-lès-Eppes, Courtrizy-et-Fussigny, Eppes, Festieux, Marchais, Montaigu és Saint-Erme-Outre-et-Ramecourt községekkel határos.

## Népesség
A település népességének változása:
| Lakosok száma | 416  | 411  | 420  | 404  | 443  | 426  | 420  | 409  | 404  | 403  |
|               | 1968 | 1982 | 1990 | 2006 | 2013 | 2015 | 2017 | 2019 | 2020 | 2022 |